# Elbrusz
Az Elbrusz (oroszul: Эльбрус, karacsáj-balkárul Минги таў, Miñi taw) a Kaukázus legmagasabb hegye az Oroszországhoz tartozó Kabard- és Balkárföld és Karacsáj- és Cserkeszföld köztársaságok területén, a grúz határ közelében. Az Európa határát a Kaukázus vízválasztójára vagy attól délre helyező felosztások szerint a kontinens legmagasabb hegycsúcsa.

## Földrajzi helyzete
Nyugati csúcsának magassága 5642 méter, és így mintegy 1500 m-rel magasodik a Kaukázus fő gerince fölé. Ezzel az Ázsia északi részét is magába foglaló Oroszország legmagasabb pontja. Magasabb Európa Kaukázuson kívüli legmagasabb csúcsánál, az Alpokban található Mont Blanc-nál is, ha tehát Európához tartozónak tekintik, akkor első e kontinensen is. A keleti csúcs valamivel alacsonyabb, 5621 méter. A két csúcs között, 5200 m magasan van az Elbrusz-nyereg.
A Nagy-Kaukázus fő vonulatától 20 kilométerre északra található, Kiszlovodszk várostól 65 kilométerre dél-délnyugati irányban.

## Földtani felépítése
Az Elbrusz rétegvulkán, amely már mintegy kétezer éve alszik. A vulkáni felépítmény kb. 3000 m magasan kezdődik; ez alatt – a hegység gerincvonulatánál megszokott módon – kristályos kőzetek települnek. Állandó jégsapkája 22 gleccsert táplál; ezekből ered a Bakszan, a Kubány és a Malka folyó.
A vulkán működését négy ciklusra tagolják; a legidősebb mintegy 2–3 millió évvel ezelőtt volt. A keleti csúcs még 1500 éve is működhetett, amint erre az egészen fiatal lávafolyásokból és a kénes gőzszivárgásból következtethetünk.

## Meghódítása

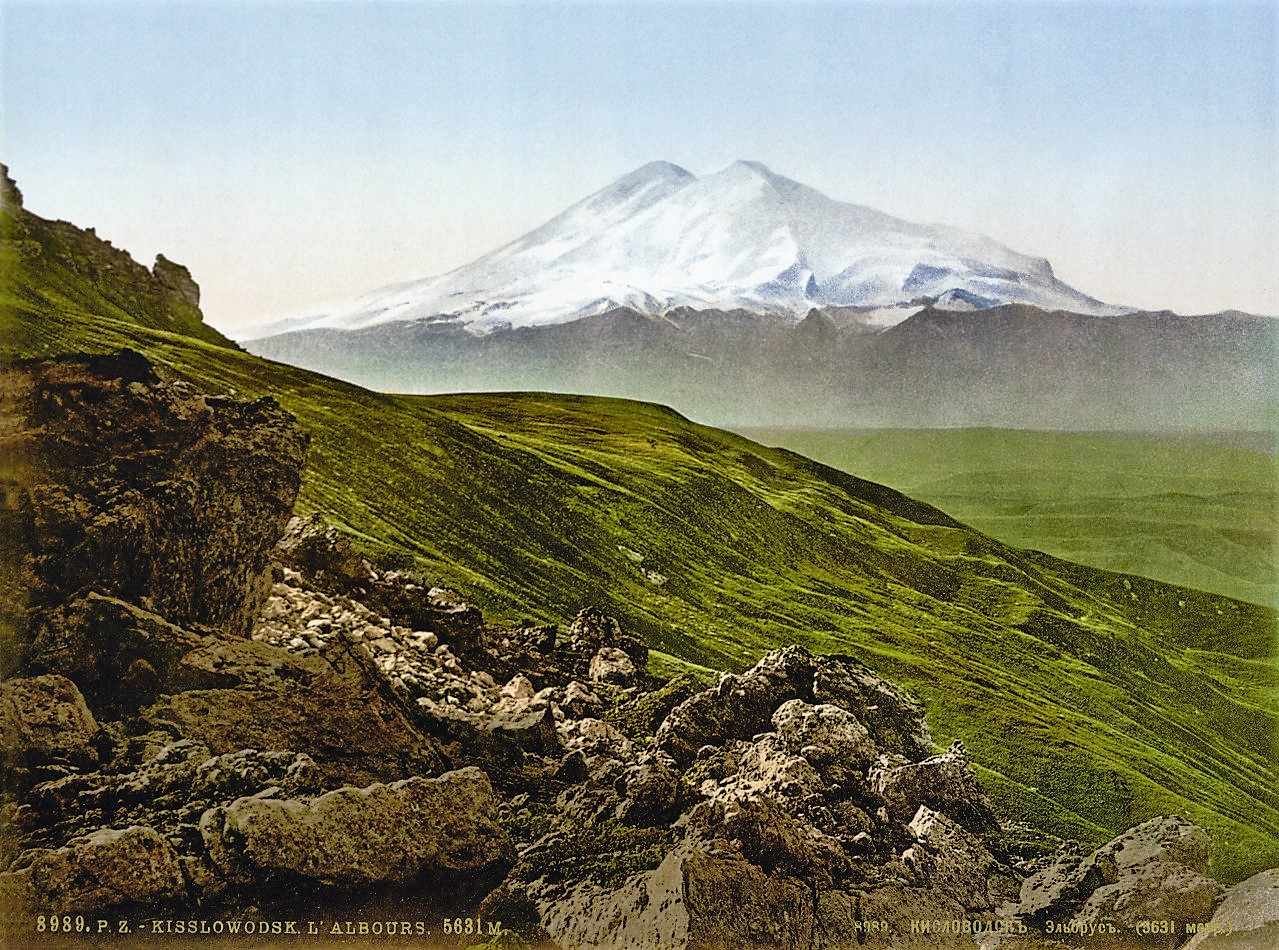
19. századi színezett fotó az Elbruszról

A nyugati csúcsot először 1874-ben mászta meg egy csoport:
- Florence Crauford Grove,
- Frederick Gardner,
- Horace Walker és
- Peter Knubel; őket
- Ahija Szottajev kalauzolta a hegyen.

A keleti csúcsra először a karacsáj Cselar Hacsirov jutott fel 1829. július 22-én. A nyugati csúcsra első kaukázusi útján, 1884. augusztus 23-án Déchy Mór is feljutott Alexander Burgener, Peter Ruppen hegyivezetőkkel és Mollei Tirbolasz helybeli vadásszal.

## Idegenforgalmi jelentősége

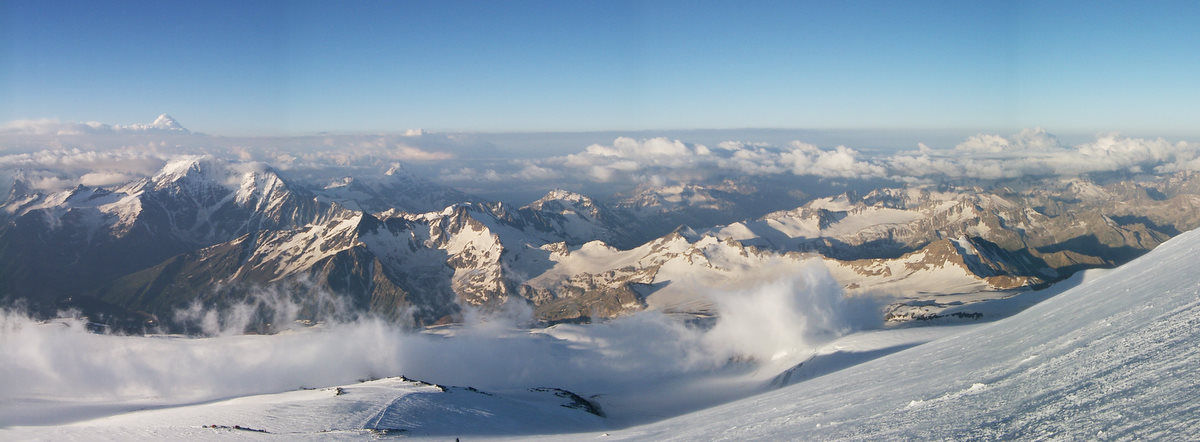
Panoráma a csúcsról dél felé tekintve

3D-animáció az Elbruszról

A nyári hónapokban rendszeresen indulnak a völgyekből turistacsoportok a hegyre, téli megmászását azonban a Pamír hétezres csúcsainak nyári meghódításával egyenértékű teljesítménynek tekintik. Külföldieknek a téli mászást csak 1979 óta engedélyezik.
A Bakszán-völgy végéből, 2200 m-ről kabinos függővasút visz 3500 m magasra, a Mir állomáshoz. A csúcsmászások hagyományos kiinduló pontja a 4200 m magasan álló Prijut 11 menedékház.

## Az Elbrusz a kultúrában
Az ókorban Strobilus néven ismerték, ami latinul a.m. fenyőtoboz. A görög mítosz szerint Zeusz itt láncolta meg Prométheuszt, aki a tüzet ellopta és az embereknek adta. (Ez valószínűleg az Elbrusz vulkanizmusára utal.)

## Fordítás
Ez a szócikk részben vagy egészben  az   Elbrus című angol Wikipédia-szócikk ezen változatának fordításán alapul.  Az eredeti cikk szerkesztőit annak laptörténete sorolja fel. Ez a jelzés csupán a megfogalmazás eredetét és a szerzői jogokat jelzi, nem szolgál a cikkben szereplő információk forrásmegjelöléseként.